# Felix Czerny (Schauspieler)
Felix Czerny, auch Felice Cervi, (* 16. November 1919 in Wien; † Dezember 1994 ebenda) war ein österreichischer Schauspieler (Komiker) bei Bühne und Film.

## Leben und Wirken
Czerny hatte eine Ausbildung zum Diplom-Kaufmann mit Abschluss Doktorgrad erhalten. Seine ersten Schritte im Showgeschäft unternahm er unmittelbar nach Kriegsende 1945 im Bereich Komik und Parodie. Dem klassischen Sprechtheater blieb er fortan fern, wurde aber einige Jahre lang für muntere Chargen in österreichischen Filmen verpflichtet. Nach einer längeren Zeit der Abstinenz vor der Kamera holte der Erotikfilmer Frits Fronz Ende der 1960er, Anfang der 1970er Jahre Czerny, nunmehr unter dem Pseudonym  Felice Cervi tätig, für seine diversen Trash-Sexfilmchen auf die Leinwand zurück. Was Czerny die letzten zwei Jahrzehnte seines Lebens beruflich tat, ist derzeit nicht bekannt. Felix Czerny starb im Dezember 1994 und wurde am 4. Januar 1995 auf dem Wiener Zentralfriedhof bestattet.

## Filmografie
- 1954: Schicksal am Lenkrad
- 1956: Hengst Maestoso Austria
- 1956: Wer die Heimat liebt
- 1957: Jungfrauenkrieg
- 1957: Mit Rosen fängt die Liebe an
- 1957: Heiratskandidaten
- 1958: Sebastian Kneipp – Ein großes Leben
- 1959: Ich heirate Herrn Direktor
- 1961: Mann im Schatten
- 1967: Total versext (Männer in den besten Jahren erzählen Sexgeschichten)
- 1967: Sexkarussell – Via Erotika
- 1969: Baron Pornos nächtliche Freuden / Roulette d’amour
- 1971: In allen Stellungen
- 1972: Sex-Report blutjunger Mädchen